# ليف إيرلاند أندرسون
ليف إيرلاند أندرسون (بالسويدية: Leif Andersson)‏ (و. 1944 – 1979 م) هو عالم فلك، وأستاذ جامعي من السويد .
توفي عن عمر يناهز 35 عاماً.

## التعليم
تعلم في جامعة إنديانا

## مناصب وهيئات
أدار جامعة أريزونا.